# Centralgården
Opdrættelsescentralen Store Vildmose eller Centralgården blev bygget i 1935, med det formål, at være karantænestation for tuberkulose- og kasningsfrie kvier. Gården er beliggende i Store Vildmose mellem Tylstrup og Åbybro i Jammerbugt Kommune. Gården fungerede som karantænestation frem til 1948 - men har senere fungeret både som landbrugsskole, militærnægterlejr, økologisk landbrugsskole, naturskole. Bygningerne bruges 2017 af Ryå Efterskole.
Tilknyttet Centralgården var der 19 staldgårde. Disse staldgårde bestod af to stalde med plads til 50 kvier i hver og en ladebygning til hø, foder osv. De sygdomsfrie Kvier blev fragtet til Tylstrup station fra hele landet, hvorefter de blev fordelt på staldene. Her stod de i karantæne i ca. to år, hvorefter de drægtige og sygdomsfrie blev sendt hjem til deres ejere.
På Centralgården og de 19 staldgårde var der plads til 2000 kvier om vinteren, mens der om sommeren gik 4000 kvier og kalve på græs.

## Baggrund
"Opdrættelsescentralen eller Centralgården blev oprettet som et led i kampen for kvægtuberkulosens udryddelse. Den blev oprettet under et samarbejde mellem De Danske mejeriforeningers fællesorganisation og den danske stat. Centralgårdens formål var, at yde en hjælp til besætningsejere, som efter foretagen tuberkulinprøve ønsker, at rense deres besætninger for tuberkulose, men som ikke på anden måde har let adgang til, at gennemføre den absolutte adskillelse mellem de sunde ungdyr og de eventuelt smittede dyr, som er en forudsætning for tuberkulosens udryddelse." De danske mejeriforeningers fællesorganisation. 
I perioden frem til 1935, var 30% af alle kvægbesætninger i Danmark smittede med kvægtuberkulose, hvilket svarede til omkring 6 millioner kvier. Dette var et kæmpe problem for eksporten af landbrugsvarer såsom; kød, mælk, korn osv. der tilsammen udgjorde mere end 40% af landets samlede eksport. Mennesker kan nemlig godt smittes med tuberkulose, gennem indtagelse af f.eks. mejeriprodukter eller kødvarer.

## Opbygningen af Centralgården
Opførelsen af Centralgården og de 19 staldgårde blev i 1934 sendt i udbrud, hvor hele 82 byggefirmaer deltog i konkurrencen om, at opføre byggeriet – fire blev udvalgt og ved Centralgårdens rejsegilde deltog hele 350 håndværkere.
Selve arealet som de i alt 20 gårde blev bygget på var 1572 hektar, ud over gårdene og græsfenner, blev ca. 150 hektar brugt til agerbrug – heraf 100 hektar kartofler, 30 hektar til gulerødder (brugt til ensilage), 10 hektar sukkerroer og 10 hektar gul sennep.
På Centralgården boede der om sommeren 70 landbrugselever der var indlogeret på ca. 40 værelser i en dertil indrettet elevfløj. Derudover boede også en inspektør, to arbejdsledere, en overforvalter, en underforvalter, en overfodermester, en ladefoged, to foderkarle, en husjomfru og 5-8 køkkenpiger. Desuden var der om sommeren tilknyttet ca. 40 daglejere - om vinteren var denne stab af ansatte ca. halveret.

## 19 Staldgårde
De 19 staldgårde var indrettet som trelængede gårde, hvilket vil sige, at der var to staldbygninger og en ladebygning der blev brugt til bl.a. opbevaring af hø og foder. I hver staldbygning var der plads til 50 kvier – hvilket vil sige, at der på hver af de 19 staldgårde stod 100 kvier. Derudover var der på selve Centralgården plads til 100 kvier og en tyr.
Der var altså godt 2000 kvier på stalde om vinteren, hvilke i løbet af efteråret og vinteren blev gjort drægtige, hvilket betød at der om sommeren var omkring 4000 kvier på gårdene. Kvierne blev gjort drægtige af racebestemte tyre således at kalvene blev så racerene som muligt.
Kvierne skulle ved modtagelsen på Centralgården være mindst 1 år gamle, og 8 dage inden afrejsen til Centralgården blev alle kvier, tuberkulintester og deres dyrlægeattest blev sendt til Centralgårdens inspektør. Ved ankomsten blev kvierne atter testet, dette gentog sig igen 14 dage efter ankomsten.
Et ophold for én kvie på Centralgården varede ca. 2 år, men i enkelte tilfælde blev perioden nedsat til 17 måneder. Et langt ophold kostede 220 kr. pr. kvie, mens det kortere ophold kostede 150 kr. pr. kvie. Efter opholdet hjemsendtes kvierne til deres hjem – rene og drægtige. Med i prisen var også at kvierne hyppigt blev tilset af veterinærtilsynet, ganske uden ekstra beregning for kreaturejerne.

## Landbrugselev på Centralgården
Om sommeren boede de ca. 70 landbrugselever på tomandsværelser på Centralgården, eleverne var typisk mellem 17 og 22 år.
En almindelig dag for landbrugseleverne startede klokken 6.30 med fælles morgenmad og klokken 7:00 startede arbejdsdagen, hvor eleverne blev delt i sjak på 5-10 mand og kørt ud på deres tildelte plads på en af de 19 staldgårde. Arbejdsdagen varede til klokken 17:00, hvorefter eleverne kunne nyde lidt fritid. Klokken 21:30 blev der serveret aftenkaffe og sunget fællessang.
Det var hårdt arbejde at passe kvierne, der skulle nemlig hvert år bjærges ca. 2500 læs hø á 1 ton til staldene og ca. 5000 læs grønt græs á 1 ton og ca. 10 hektar gulerødder til ensilagetankene for at kunne holde kvierne i god foderstand.

## Efterspil
I efteråret 1948 havde man i Danmark helt udryddet kvægtuberkulosen fra de danske kvægbesætninger, hvilket betød at Centralgårdens opgave var fuldført. Derfor begyndte man fra 1948 at afvikle karantænestationen, hvilket tog frem til vinteren 1950. Staldgårdene blev i perioden efter 1948 langsomt solgt fra.
Selve Centralgårdsbygningen står stadig på Centralgårdsvej i Store Vildmose og har siden 1950 fungeret under forskellige navne.
Centralgården blev i første omgang omdannet til arbejde med statens planteavlsforsøg, en funktion den har indtil 1965. I 1965 overtog Åbybro Realskole bygningen, dog kun kortvarigt. Herefter overtog Indenrigsministeriet kort bygningerne og de blev til militærnægterlejr. i 1982 overgik bygningerne til økologisk landbrugsskole, en funktion som Centralgården fortsatte med at have frem til 2003. Samtidig lejede Jammerbugt Kommune nogle af lokalerne til naturskole, hvilket havde til huse i Centralgårdens vestlige fløj fra 1993 til 2003.
I 2003 overgik Centralgårdens lokaler til efterskole, en funktion som bygningerne stadig har i dag, hvor den drives under navnet Ryå Efterskole.